# 伊達市 (北海道)
伊達市（日语：／ Date shi */?）是日本北海道膽振綜合振興局西部的城市，臨內浦灣，境內的有珠山位於支笏洞爺國立公園的範圍內。伊達市的古蹟、溫泉和自然環境相當豐富，是伊達市內埔灣文化研究所的所在地。市內的北黃金貝塚等遺址顯示從繩文時代起就有人居住在這裡。當地以林業、農業和旅遊業為主，生產香菇和甜菜等農產品。
市名源自日本武士名家伊達氏，由於伊達市最初是由伊達氏的支系亘里伊達家的十五代領主伊達邦成帶領家臣所建立，因此命名為伊達。成立於2006年1月1日的福島縣伊達市同樣名為伊達市。伊達市也成為繼府中市後日本第二組名稱重複的城市。

## 歷史
- 1869年：伊達邦成受明治政府之命，來到北海道有珠郡負責開墾，並設置開拓役所。[6]
- 1879年7月：設置戶長役場。
- 1900年7月：東紋鼈村、西紋鼈村、長流村、有珠村、稀府村、黄金蘂村合併為伊達村，並成為北海道一級村。
- 1915年4月1日：德舜瞥村從壯瞥村分村。
- 1919年4月1日：德舜瞥村成立為北海道二級村。
- 1920年6月：德舜瞥村的部份區域被併入虻田郡喜茂別村（現喜茂別町）。
- 1925年8月1日：伊達村改制為伊達町。
- 1950年9月1日：德舜瞥村改名為大瀧村。
- 1972年4月1日：伊達町改制為伊達市。
- 2006年3月1日：大瀧村被併入伊達市，並設置為大瀧區。

## 產業
伊達市從明治初期開始積極引進西洋式的農耕方法和新作物、科技，因此被認為是北海道農業的發源地之一。該地區的農業大致可分為種植業和酪農業，前者將水稻和旱田作物與觀賞花卉種植相結合，後者將奶牛養殖與食用牛、豬和雞的飼養和生產相結合。伊達地區溫暖的氣候也孕育出多品種的蔬菜，當地使用溫室栽培生產超過100種的蔬菜。

## 交通

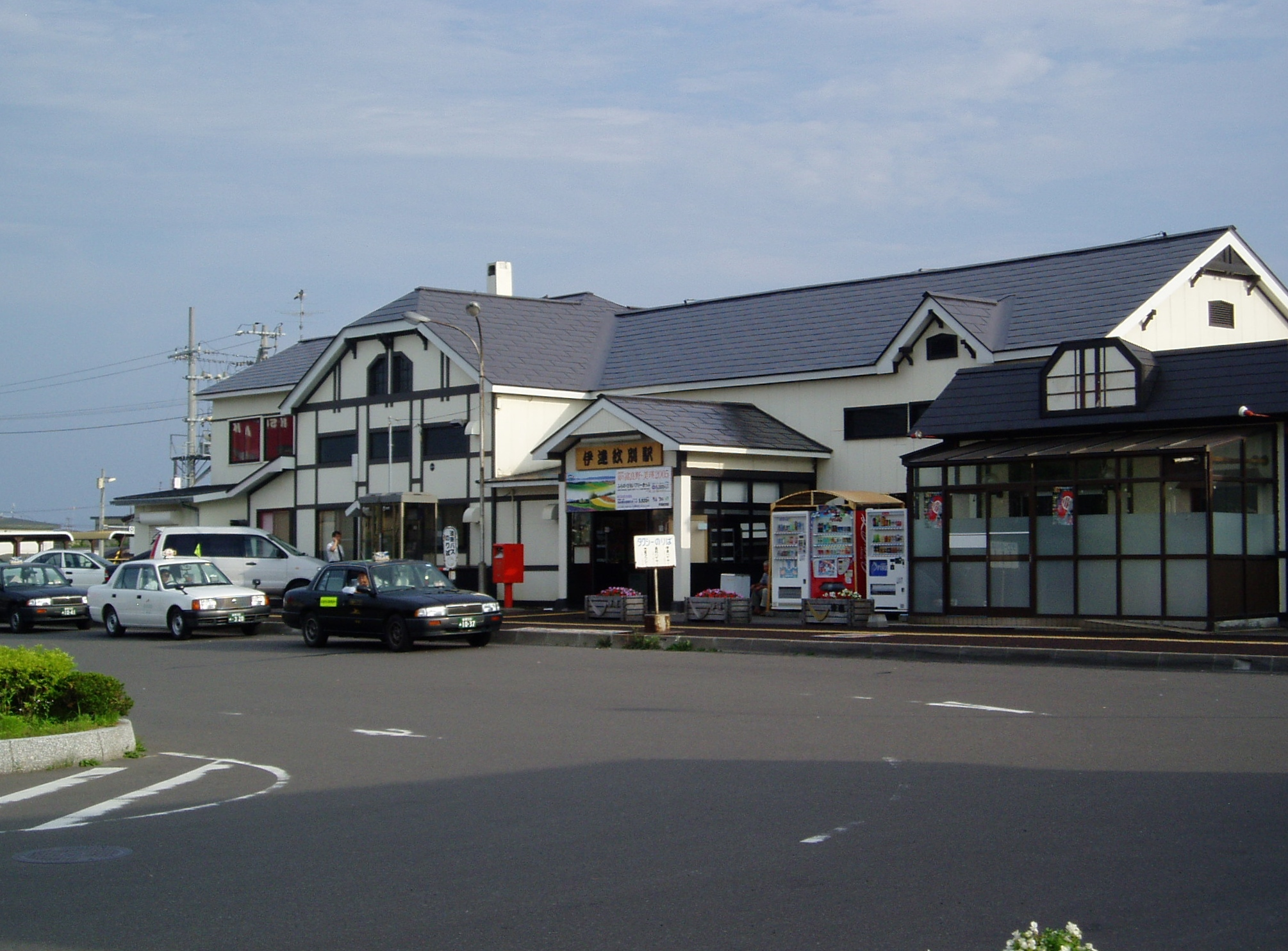
伊達紋別車站

### 鐵路
- 北海道旅客鐵道
  - 室蘭本線：有珠站 - 長和站 - 伊達紋別站 - 北舟岡站 - 稀府站 - 黃金站
  - 膽振線（已於1986年停駛）：伊達紋別車站～俱知安車站。

### 道路
| 高速道路 - 道央自動車道：伊達交流道 - 有珠山服務區 一般國道 - 國道37號（長萬部町～室蘭市） - 國道276號 （岩內町～苫小牧市） - 國道453號（札幌市～伊達市） 主要地方道 - 北海道道86號白老大瀧線（白老町～大瀧區） - 北海道道145號伊達內部線 | 道道 - 北海道道385號長和停車場線 - 北海道道386號有珠停車場線 - 北海道道519號滝之町伊達線（壯瞥町～伊達市） - 北海道道695號清原喜茂別線（喜茂別町～大瀧區） - 北海道道703號洞爺湖公園線（壯瞥町～伊達市） - 北海道道779號南黄金長和線 - 北海道道981號上長和萩原線 - 北海道道982號伊達紋別停車場線 - 北海道道1057號稀府停車場線 |

## 觀光景點

### 觀光
- 伊達溫泉
- 伊達市噴火灣文化研究所
- 北湯澤溫泉
- 三階瀑布
- 有珠善光寺
- 北黃金貝塚
- 有珠海水浴場

### 祭典
- 有珠磯祭（每年7月）
- 伊達武者祭（每年8月）
- 伊達噴火灣縄文祭（每年9月）
- 伊達物產祭（1每年0月）

### 文化遺產
國指定文化財
- 蝦夷三官寺善光寺相關資料（重要文化財）：位於善光寺內、有珠鄉土土館保管
- 舊三戶部家住宅（重要文化財）：位於伊達市開拓記念館
- 北海道有珠モシリ遺跡出土品（重要文化財）：伊達市開拓記念館保管
- 善光寺本堂・庫裏（史蹟）
- 北黃金貝塚（史蹟）

道指定文化財
- 圓空作聖觀音像（北海道指定有形文化財）：位於善光寺境內、有珠鄉土館保管
- 釋迦如來立像（北海道指定有形文化財）：位於善光寺境內、有珠鄉土館保管

市指定文化財
- 迎賓館（舊伊達家住宅、伊達市指定有形文化財）
- 日本聖公會バチェラー夫妻記念教會堂（伊達市指定有形文化財）
- 伊達市仙台神樂（伊達市指定無形民俗文化財）

## 教育

### 高等學校
| - 道立北海道伊達高等學校 （页面存档备份，存于） | - 道立北海道伊達綠丘高等學校 （页面存档备份，存于） |

### 專門學校
- 伊達赤十字看護專門學校

### 中學校
| - 伊達市立伊達中學校 - 伊達市立長和中學校 - 伊達市立有珠中學校 | - 伊達市立達南中學校 - 伊達市立光陵中學校 | - 伊達市立星之丘中學校 - 伊達市立大瀧中學校 |

### 小學校
| - 伊達市立伊達小學校 - 伊達市立伊達西小學校 - 伊達市立有珠小學校 - 伊達市立長和小學校 | - 伊達市立稀府小學校 - 伊達市立關內小學校 - 伊達市立黃金小學校 - 伊達市立東小學校 | - 伊達市立星之丘小學校 - 伊達市立小學校 - 伊達市立大瀧小學校 |

### 特殊學校
- 道立北海道伊達高等養護學校

## 姊妹市・友好都市

### 日本
- 亘理町（宮城縣亘理郡）
- 山元町（宮城縣亘理郡）
- 柴田町（宮城縣柴田郡）
- 新地町（福島縣相馬郡）
- 枚方市（大阪府）

### 海外
- 米蘇拉（美國 蒙大拿州）
- 漳州市（中华人民共和国 福建省）

## 外部連結
- （日語）伊達市觀光協會 （页面存档备份，存于）
- （日語）伊達市地區生活情報 （页面存档备份，存于）
- （日語）伊達警察署
- （日語）VAIN FC 伊達 （页面存档备份，存于）
- （日語）伊達交響樂團
- （日語）伊達青年會議所